# 汪鑫
汪 鑫（おう きん、ワン・シン、WANG Xin、1985年11月10日 - ）は中華人民共和国の女子バドミントン選手。遼寧省丹東市出身。自己最高世界ランキングは1位（2010年第38週）。
2009年以降に国際大会で活躍。世界選手権では2010年世界選手権、2011年世界選手権と連続でメダルを獲得。BWFスーパーシリーズのデンマークオープンや香港オープンで優勝するなど実績を積み重ね、2012年ロンドンオリンピック中国代表に選出される。
オリンピックは準決勝まで進出し、李雪芮に0-2（20-22、18-21）で敗れた後、銅メダルをかけた3位決定戦でインドのサイナ・ネワールと対戦したが、第1ゲーム20-18となったところで左膝を負傷してしまう。このゲームは21-18で取ったが、第2ゲーム1-0となったところでプレー続行不可能となり、メダル獲得はならなかった。